# Зуев, Дмитрий Дмитриевич (оперный певец)
Дми́трий Дми́триевич Зуев (15 декабря 1978, Москва) — российский оперный певец, баритон, ведущий солист Московского академического Музыкального театра им. К. С. Станиславского и Вл. И. Немировича-Данченко, приглашённый солист Мариинского театра, Красноярского театра оперы и балета имени Д. А. Хворостовского.

## Биография
Родился в 1978 году в Москве, внук известного педагога и издателя Дмитрия Дмитриевича Зуева.
Учился в Московской хоровой капелле мальчиков по классу фортепьяно и флейты. Продолжил обучение в Академическом музыкальном училище при МГК имени П. И. Чайковского. В 2007 году окончил Московскую государственную консерваторию им. П. И. Чайковского (класс профессора Б. Н. Кудрявцева).
С сезона 2006—2007 — солист-стажёр Московского академического Музыкального театра им. К. С. Станиславского и Вл. И. Немировича-Данченко, с 2007 года — солист оперной труппы. С 2013 года — приглашённый солист Мариинского театра. Приглашённый солист Красноярского театра оперы и балета имени Д. А. Хворостовского
На сцене Музыкального театра исполняет партии: Дон Жуан («Дон Жуан», В. А. Моцарт), Марсель («Богема», Дж. Пуччини), Евгений Онегин («Евгений Онегин», П. И. Чайковский), Энрико Астон («Лючия ди Ламмермур», Г. Доницетти), Фигаро («Севильский цирюльник», Дж. Россини), Альфонсо («Так поступают все женщины, или Школа влюблённых», В. А. Моцарт), Шарплес («Мадам Баттерфляй», Дж. Пуччини), Гонец («Сказка о царе Салтане», Н. А. Римский-Корсаков).
Также в репертуаре: Андрей Болконский («Война и мир», С. С. Прокофьев), Деметрий ("Сон в летнюю ночь, Б. Бриттен), Елецкий («Пиковая дама», П. И. Чайковский), Роберт («Иоланта», П. И. Чайковский), Мизгирь («Снегурочка», Н. А. Римский-Корсаков), Грязной («Царская невеста», РН.А. Римский-Корсаков), Граф Альмавива («Свадьба Фигаро», В. А. Моцарт), Оскар Шиндлер («Фрау Шиндлер», Т. Морс)
Выступает с концертными программами романсов, является автором идей, постановщиком и исполнителем программ «Чайковский. Романсы», «Рахманинов. Романсы», «XX век. Романсы», «Эпоха барокко. Романсы», «Песни победителей», «Песни о великой войне и великой победе», Cantate per la vita, «Избранные сцены из оперы „Евгений Онегин“ для чтеца и солистов».
22 апреля 2023 года на сцене Дипломатического зала Государственного Кремлёвского дворца состоялся концерт романсов в исполнении Дмитрия Зуева.
Участник программы «Романтика романса» на канале «Культура», конкурса «Романсиада».

## Дискография
«Чайковский. Романсы» (2014).
«Рахманинов. Романсы» (2019).

## Награды
Всероссийский конкурс молодых вокалистов им. Н. А. Обуховой (гран-при).
ХIV конкурс «Большая Романсиада-2019» (гран-при).
Конкурс конкурсов вокалистов в рамках Собиновского музыкального фестиваля (лауреат).
Международный конкурс баритонов им. Павла Лисициана (специальный приз).
Международный конкурс вокалистов им. Винченцо Беллини (лауреат).
Международный конкурс молодых вокалистов им. Риккардо Дзандонаи (Рива дель Гарда, Италия) (лауреат).